# Cavendishia divaricata
Cavendishia divaricata är en ljungväxtart som beskrevs av A. C. Smith. Cavendishia divaricata ingår i släktet Cavendishia och familjen ljungväxter. Inga underarter finns listade i Catalogue of Life.